# Вулкан Толмачёва
Вулкан Толмачёва — потухший щитовой вулкан на территории Усть-Большерецкого района полуострова Камчатка, на плато Толмачёв Дол. Высота 1415 метров. Последнее извержение было в 1400 годах до нашей эры.

## Топографические карты
- Лист карты N-57-XXXII соп. Опала. Масштаб: 1 : 200 000. Состояние местности на 1974 год. Издание 1986 г.